# Sonate K. 228
La sonate K. 228 (F.176/L.399) en si bémol majeur est une œuvre pour clavier du compositeur italien Domenico Scarlatti.

## Présentation
La sonate K. 228, en si bémol majeur, notée Allegro, forme une paire avec la sonate suivante, bien qu'à première vue ce couple semble incohérent et insatisfaisant, les deux sonates étant si différentes dans leurs thèmes et leurs séquences.

## Manuscrits
Le manuscrit principal est le numéro 23 du volume III (Ms. 9774) de Venise (1753), copié pour Maria Barbara ; les autres sont Parme V 13 (Ms. A. G. 31410), Münster III 22 (Sant Hs 3966) et Vienne E 20 (VII 28011 E).

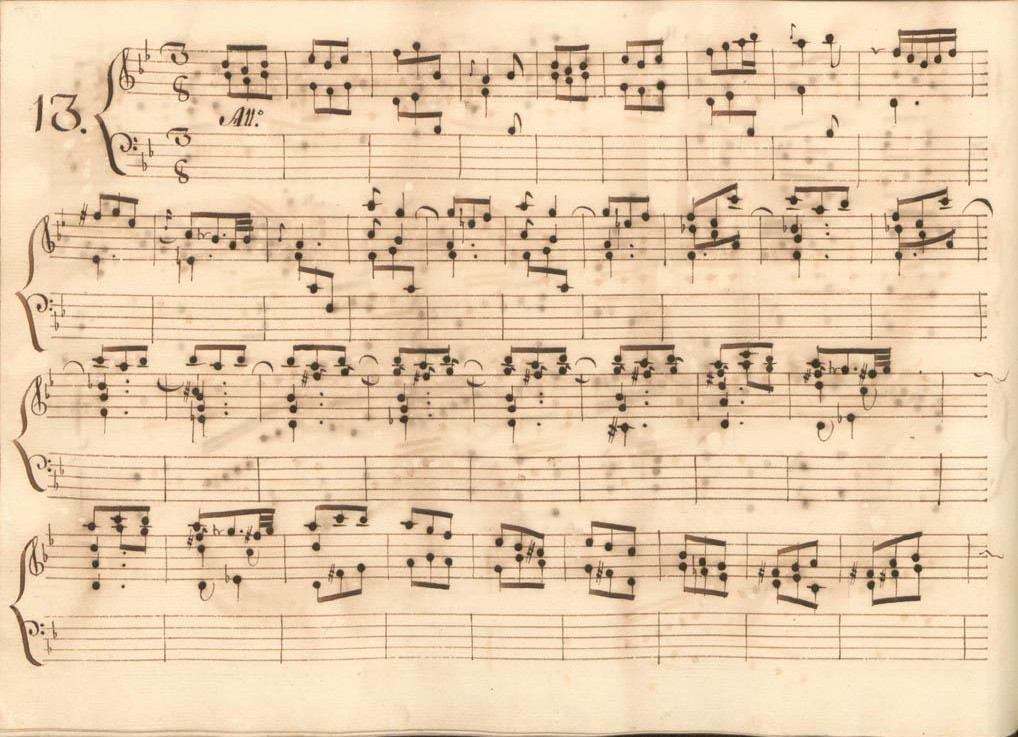
Parme V 13.
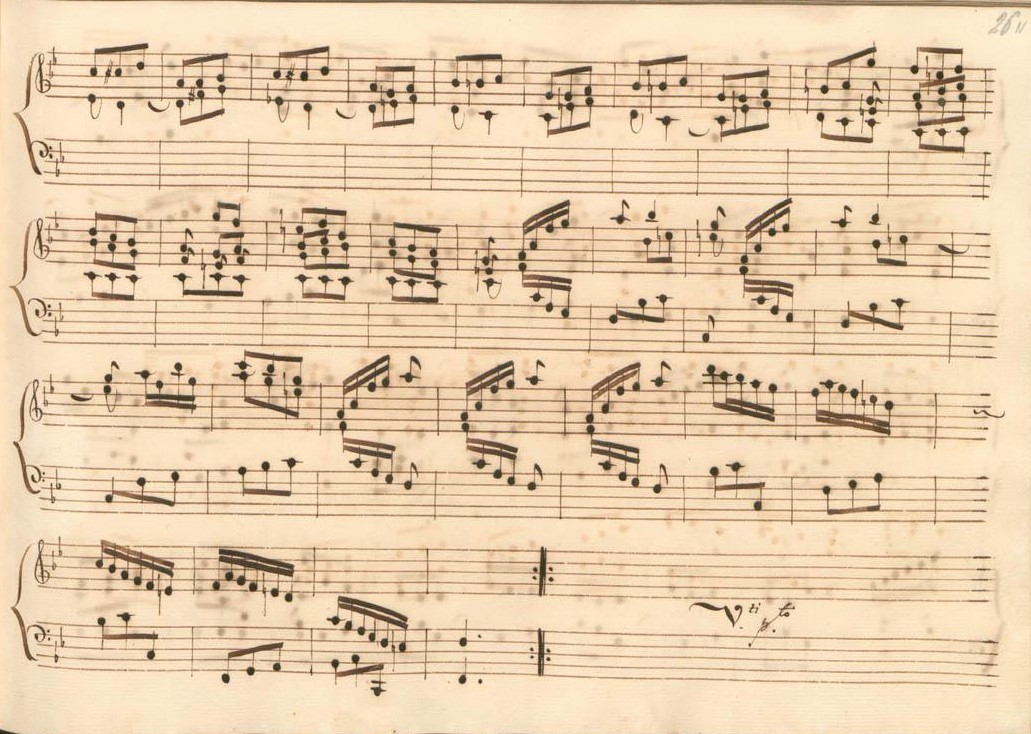
Parme V 13 (fin de la première section).
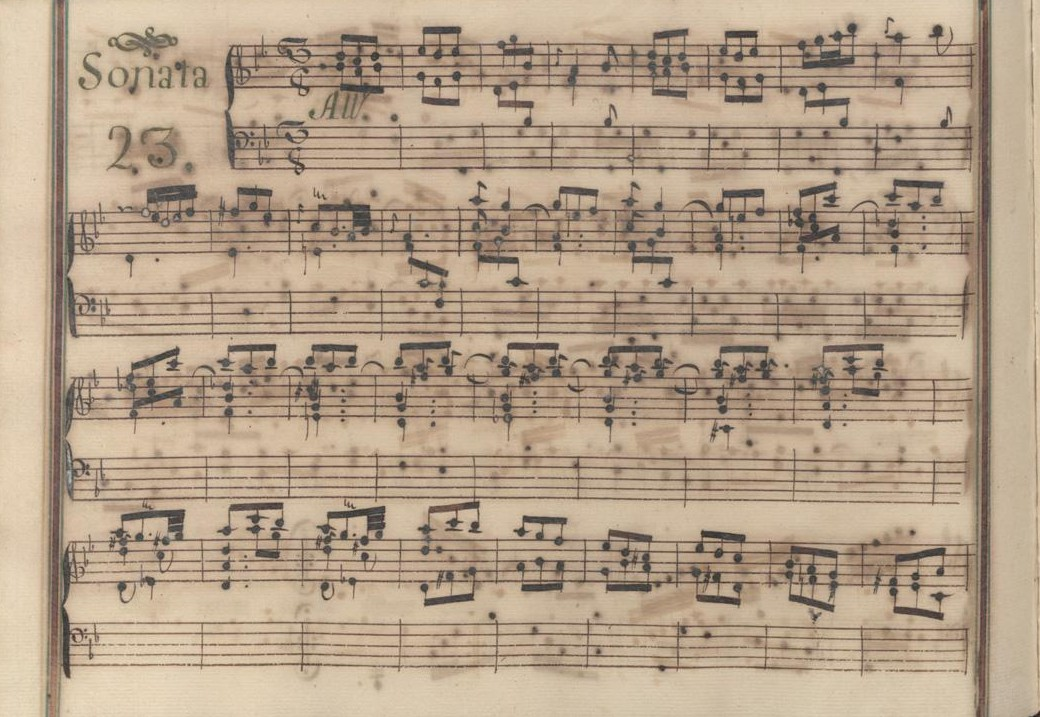
Venise III 23.
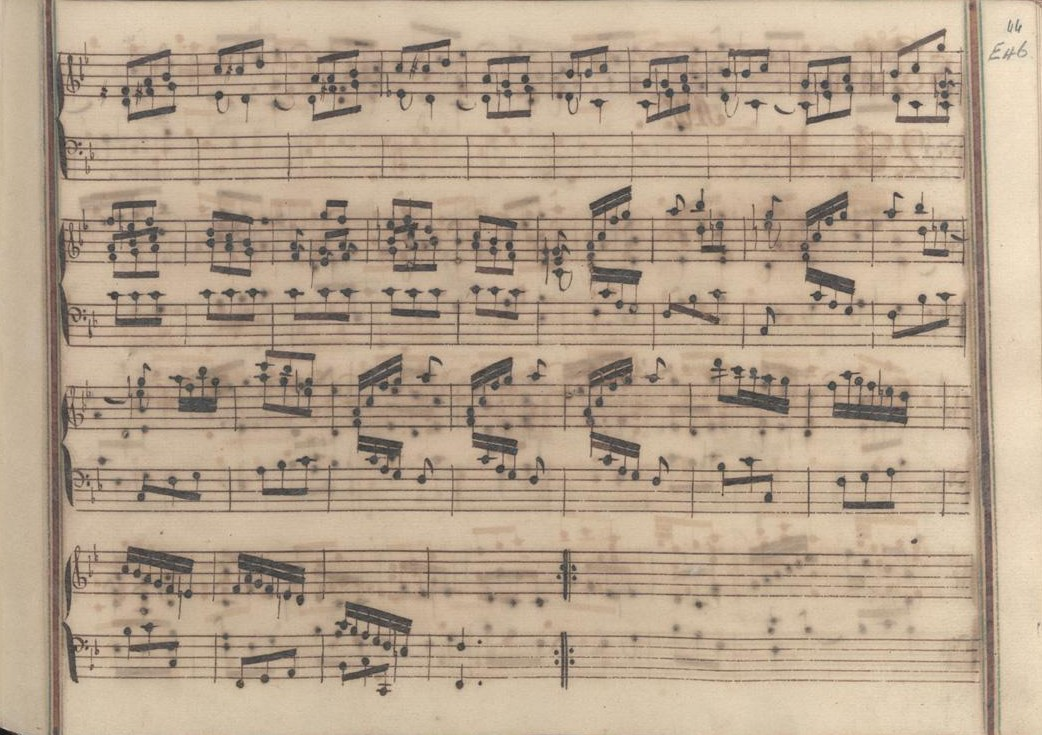
Venise III 23 (fin de la première section).
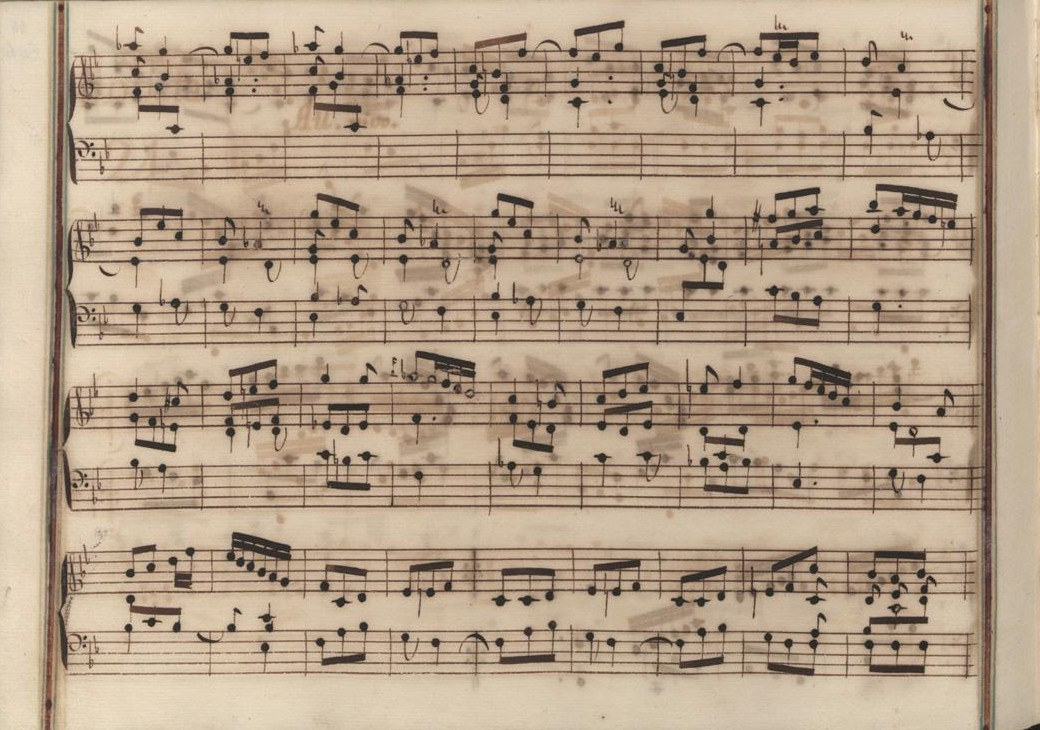
Venise III 23 (début de la seconde section).
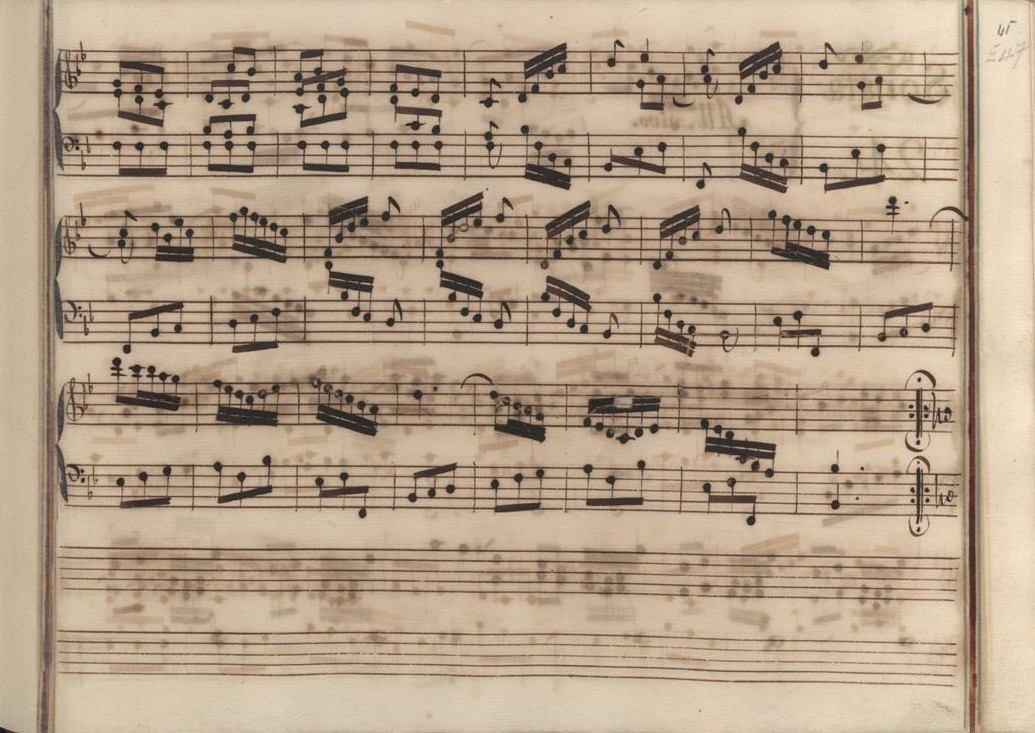
Venise III 23 (fin de la sonate).

## Interprètes
La sonate K. 228 est défendue au piano, notamment par Carlo Grante (2009, Music & Arts, vol. 2) et Eylam Keshet (2016, Naxos, vol. 22) ; au clavecin elle est jouée par Scott Ross (1985, Erato), Richard Lester (2001, Nimbus, vol. 2) et Pieter-Jan Belder (Brilliant Classics, vol. 5).

## Sources
: document utilisé comme source pour la rédaction de cet article.
- Ralph Kirkpatrick (trad. de l'anglais par Dennis Collins), Domenico Scarlatti, Paris, Lattès, coll. « Musique et Musiciens », 1982 (1re éd. 1953 (en)), 493 p. (ISBN 978-2-7096-0118-4, OCLC 954954205, BNF 34689181).
- Alain de Chambure, « Domenico Scarlatti, Intégrale des sonates — Scott Ross », Erato/Éditions Costallat (2564-62092-2 (livret : 2292-45309-2)), 1985 (OCLC 891183737) .
- (en) Carlo Grante, « Domenico Scarlatti, intégrale des sonates pour clavier (vol. 2) », Music & Arts (CD-1291), 2009 (OCLC 840087257) .